# النا اوریابینسکایا
النا اوریابینسکایا (روسی: Елена Сергеевна Орябинская؛ زادهٔ ۱۵ مارس ۱۹۹۴) قایقران روئینگ زن اهل روسیه است.
وی در مسابقات کشوری و بین‌المللی در مجموع برندهٔ ۱ مدال طلا، ۲ مدال نقره، ۶ مدال برنز شده‌است.